# Christine Le Doaré
Pour les articles homonymes, voir Le Doaré.
Christine Le Doaré (née à Brest, Finistère) est une militante féministe française.

## Biographie
Fille d'une éducatrice spécialisée et d'un chef officier de la marine marchande, Christine Le Doaré, après un diplôme d'études approfondies en droit social, devient juriste conseil.
Défenderesse à la fois de la cause féministe et des droits des LGBT, elle commence à militer à 18 ans dans des groupes féministes de Nantes. Elle part ensuite pour Londres, où elle s'implique dans des maisons de femmes. Revenue en France en 1982, elle prend part au mouvement féministe et lesbien ; elle est alors membre du conseil de gestion de la Maison des femmes de Paris, et milite au Mouvement d'information et d'expression des lesbiennes. Elle dirige la publication Paris féministe avant que la revue ne disparaisse.
Elle décide dans les années 1990 de tourner plutôt son engagement en direction des minorités sexuelles. Elle préside SOS Homophobie de 1997 à 2003, et participe en 1999 aux débats relatifs à l'instauration du pacte civil de solidarité. De 2005 à 2012, elle est à la tête du Centre LGBT Paris-Île-de-France. De 2006 à 2010, elle acquiert des responsabilités dans l'European Region of the International Lesbian and Gay Association.
Depuis 2010, dans le cadre du débat sur la prostitution, qu'elle juge être « un des enjeux fondamentaux du féminisme », elle défend la position abolitionniste ; elle participe à cette occasion au Mouvement du nid et au collectif Abolition 2012.
Féministe « universaliste » et laïque, à partir de 2012 elle tourne son engagement essentiellement en direction du féminisme, de l'universalisme et de la laïcité, elle est cofondatrice du Réseau Les VigilantEs (2015-2022).

## Publications
- Christine Le Doaré, Fractures ! Féminisme et mouvement LGBT en danger, Édition Double Ponctuation (:?!;) octobre 2021  (ISBN 978-2-490855-14-8)

- Christine Le Doaré, "Traité Féministe sur la Question Trans - De violentes polémiques, des solutions faciles à mettre en oeuvre", BoD mars 2024  (ISBN 9782322523061)
- Christine Le Doaré, "J'ai couru vers toi", roman noir, tome 1, BoD avril 2024  (ISBN 978-2-3225-3938-3)
- Christine Le Doaré, "Un pas de trop", roman noir, tome 2, BoD juin 2025 (ISBM 978-2-3225-7385-1)